# حارة الجولان حافون (المعلا)
حارة الجولان حافون هي إحدى حارات حي ناصر الواقع بمديرية المعلا التابعة لمحافظة عدن، بلغ تعداد سكانها 1423 نسمة حسب تعداد اليمن لعام 2004.ومن الشخصيات الاجتماعية في حافون سعيد عبد الخير النوبان ووير التربية والتعليم ونصر ناصر علي وزير العمل وسلطان الدوش سكرتير نقابات اليمن الديمقراطي وإلى جانب الشخصيات الرياضية امثال اسطورة الكرة في العصر الذهبي الكابتن جميل سيف تمباكو وهداف العرب الكابتن شرف محفوظ وهداف حافون الكابتن كريم العروسي وعاش ويعيش في حافون الكثير من الشخصيات الاجتماعية المهندس عدنان الكاف والمحامي حميد محمد فارع والدكتور عبد القادر العزاني والقاضي محمد الجنيدي والصحفي القدير فاروق ناصر علي